# Sangha Tissa II
Sangha Tissa II fou rei d'Anuradhapura (Sri Lanka) per dos mesos vers el 608. Era germà i porta-espases del seu predecessor Aggabodhi II.
Durant els dos mesos que va regnar es va comprometre a regir el país amb justícia seguint les passes dels seus dos predecessors.
Quan es va saber que havia pujat al tron, Moggallana, el comandant en cap de l'exèrcit sota Aggabodhi II, que en aquell moment estava estacionat a Ruhunu, va decidir lluitar pel tron i va avançar cap a la capital amb el seu exèrcit; va topar amb les forces reials a Kadalladi-Nivata on fou derrotat i rebutjat; va entrar llavors en contacte amb el nou comandant en cap de l'exèrcit de Sangha Tissa II que va acceptar trair al seu sobirà. Llavors Moggallana va fer un nou atac; el rei en persona estava al front de les tropes muntat en el seu elefant, amb el comandament a mans del seu fill gran, mentre el comandant en cap va fingir estar malalt i es va quedar a la ciutat d'Anuradhapura recuperant-se; el combat es va lliurar a l'est de la muntanya Tissa; durant la batalla el traïdor comandant, que ja havia sortit de la capital amb les forces sota el seu comandament i era prop, va atacar per la rereguarda a les forces de Sangha Tissa II; aquest i el seu fill van lluitar de manera valenta fins al final, i quan la resistència ja no era possible van abandonar els seus elefants i aprofitant la confusió van fugir a la propera selva de Merumajjara acompanyats del seu lleial primer ministre; allí van trobar un temple des de on van poder fugir cap a Ruhunu vestits com a monjos. Mentre Moggallana va entrar a Anuradhapura i es va proclamar rei com a Moggallana III.
Sangha Tissa II i el seu fill aviat foren reconeguts i capturats junt amb el seu fidel ministre. El rei els va fer executar. El ministre fou inicialment perdonat però finalment el rei va decidir que havia de morir executat junt amb el seu senyor.